# NGC 7725
NGC 7725 ist eine linsenförmige Galaxie vom Hubble-Typ S0 im Sternbild Aquarius auf der Ekliptik. Sie ist schätzungsweise 271 Millionen Lichtjahre von der Milchstraße entfernt.
Das Objekt wurde am 20. September 1784 von Wilhelm Herschel entdeckt.